# Franco Zanelatto
Franco Zanelatto Téllez (Asunción, 9 maggio 2000) è un calciatore peruviano, centrocampista dell'Alianza Lima e della Nazionale peruviana.

## Carriera

### Club
Nato in Paraguay, Zanelatto si è trasferito in giovane età in Perù dove è entrato a far parte del settore giovanile dell'Univ. San Martín. Nel 2018 ha militato per un breve periodo in Spagna nella Fundación Marcet. Ha debuttato in prima squadra il 16 febbraio 2019 nell'incontro di Liga 1 pareggiato 1-1 contro l'UTC Cajamarca. Il 16 ottobre 2020 ha segnato il suo primo gol nella vittoria per 2-0 contro l'Academia Cantolao.
Nel gennaio 2022 è stato acquistato dall'Alianza Lima che poco dopo lo ha ceduto in prestito all'Alianza Atlético. Dopo una buona stagione a livello personale conclusa con 7 reti e 3 assist in 28 partite, ha fatto rientro all'Alianza Lima.

### Nazionale
Il 17 ottobre 2023 ha debuttato con la nazionale peruviana nell'incontro di qualificazione per il campionato mondiale 2026 perso 2-0 contro l'Argentina.

## Statistiche

### Presenze e reti nei club
Statistiche aggiornate al 21 novembre 2023.
| Stagione        | Squadra          | Campionato      | Campionato | Campionato | Coppe nazionali | Coppe nazionali | Coppe nazionali | Coppe continentali | Coppe continentali | Coppe continentali | Altre coppe | Altre coppe | Altre coppe | Totale | Totale | Totale |
| Stagione        | Squadra          | Comp            | Pres       | Reti       | Comp            | Pres            | Reti            | Comp               | Pres               | Reti               | Comp        | Pres        | Reti        | Pres   | Reti   |        |
| --------------- | ---------------- | --------------- | ---------- | ---------- | --------------- | --------------- | --------------- | ------------------ | ------------------ | ------------------ | ----------- | ----------- | ----------- | ------ | ------ | ------ |
| 2019            | Univ. San Martín | L1              | 1          | 0          |                 | -               | -               |                    | -                  | -                  |             | -           | -           | 1      | 0      |        |
| 2020            | Univ. San Martín | L1              | 18         | 1          |                 | -               | -               |                    | -                  | -                  |             | -           | -           | 18     | 1      |        |
| 2021            | Univ. San Martín | L1              | 15         | 4          |                 | -               | -               |                    | -                  | -                  |             | -           | -           | 15     | 4      |        |
| 2022            | Alianza Atlético | L1              | 28         | 7          |                 | -               | -               |                    | -                  | -                  |             | -           | -           | 28     | 7      |        |
| 2023            | Alianza Lima     | L1              | 24         | 4          |                 | -               | -               | CL                 | 5                  | 0                  |             | -           | -           | 29     | 4      |        |
| Totale carriera | Totale carriera  | Totale carriera | 86         | 16         |                 | -               | -               |                    | 5                  | 0                  |             | -           | -           | 91     | 16     |        |

### Cronologia presenze e reti in nazionale
| Cronologia completa delle presenze e delle reti in nazionale ― Perù | Cronologia completa delle presenze e delle reti in nazionale ― Perù | Cronologia completa delle presenze e delle reti in nazionale ― Perù | Cronologia completa delle presenze e delle reti in nazionale ― Perù | Cronologia completa delle presenze e delle reti in nazionale ― Perù | Cronologia completa delle presenze e delle reti in nazionale ― Perù | Cronologia completa delle presenze e delle reti in nazionale ― Perù | Cronologia completa delle presenze e delle reti in nazionale ― Perù |
| Data                                                                | Città                                                               | In casa                                                             | Risultato                                                           | Ospiti                                                              | Competizione                                                        | Reti                                                                | Note                                                                |
| ------------------------------------------------------------------- | ------------------------------------------------------------------- | ------------------------------------------------------------------- | ------------------------------------------------------------------- | ------------------------------------------------------------------- | ------------------------------------------------------------------- | ------------------------------------------------------------------- | ------------------------------------------------------------------- |
| 18-10-2023                                                          | Lima                                                                | Perù                                                                | 0 – 2                                                               | Argentina                                                           | Qual. Mondiali 2026                                                 | -                                                                   | 67’                                                                 |
| 16-11-2023                                                          | La Paz                                                              | Bolivia                                                             | 2 – 0                                                               | Perù                                                                | Qual. Mondiali 2026                                                 | -                                                                   | 56’                                                                 |
| 21-11-2023                                                          | Lima                                                                | Perù                                                                | 1 – 1                                                               | Venezuela                                                           | Qual. Mondiali 2026                                                 | -                                                                   | 65’                                                                 |
| 22-3-2024                                                           | Lima                                                                | Perù                                                                | 2 – 0                                                               | Nicaragua                                                           | Amichevole                                                          | -                                                                   | 59’                                                                 |
| 14-6-2024                                                           | Filadelfia                                                          | El Salvador                                                         | 0 – 1                                                               | Perù                                                                | Amichevole                                                          | -                                                                   | 82’                                                                 |
| 29-6-2024                                                           | Miami Gardens                                                       | Argentina                                                           | 2 – 0                                                               | Perù                                                                | Coppa America 2024 - 1º turno                                       | -                                                                   | 63’                                                                 |
| Totale                                                              |                                                                     | Presenze                                                            | 6                                                                   |                                                                     | Reti                                                                | 0                                                                   |                                                                     |